# Manuel Félix Díaz
Félix Manuel Díaz Guzman (10. prosinca 1983.) je profesionalni boksač iz Dominikanske Republike koji je osvojio zlatnu olimpijsku medalju 2008. godine.
Díaz je sudjelovao na Olimpijskim igrama 2004. godine u lakoj kategoriji gdje je izgubio u prvom krugu od Kazahstanca Serika Jeleuova rezultatom 28-16. Na Panameričkim igrama 2007. izgubio u četvrtfinalu 12:13 do Kubanca Inocentea Fissa. 
Na Olimpijadi u Pekingu ostvario je svih pet pobijeda i senzacionalno osvojio zlato pobijedivši aktualnog olimpijskog prvaka Manusa Boonjumnonga iz Tajlanda. Bilo je to drugo olimpijsko zlato u povijesti Dominikanske Republike nakon Felixa Sancheza 2004. godine i druga medalja u boksu nakon Pedra Nolasca koji je osvojio brončano odličje u Los Angelesu 1984. Diaz je osvojio brončanu medalju 2003. na Panameričkim igrama i zlatnu na igrama Srednje Amerike i Kariba. 

## Vanjske poveznice
- Profesionalni rekordi  Arhivirana inačica izvorne stranice od 14. travnja 2015. (Wayback Machine)